# 皱纹花瓣蟹
皱纹花瓣蟹（学名：Liomera rugata）为扇蟹科花瓣蟹属的动物。分布于日本、塔希提、夏威夷、菲律宾、红海、海南岛等地，生活环境为海水，一般生活于珊瑚礁浅水中。